# 圣亚历山大堂 (卢卡)
圣亚历山大堂（Sant’Alessandro）是意大利托斯卡纳地区卢卡的一座罗马天主教教堂，罗马式建筑风格。

## 历史
该堂在893年首次见于文献记载，为罗马式建筑，很少装饰，立面简洁。
然而，现存的教堂内还保存有一座更古老的教堂的结构。这座教堂是中世纪古罗马的建筑传统在意大利幸存的一个难得的例证。

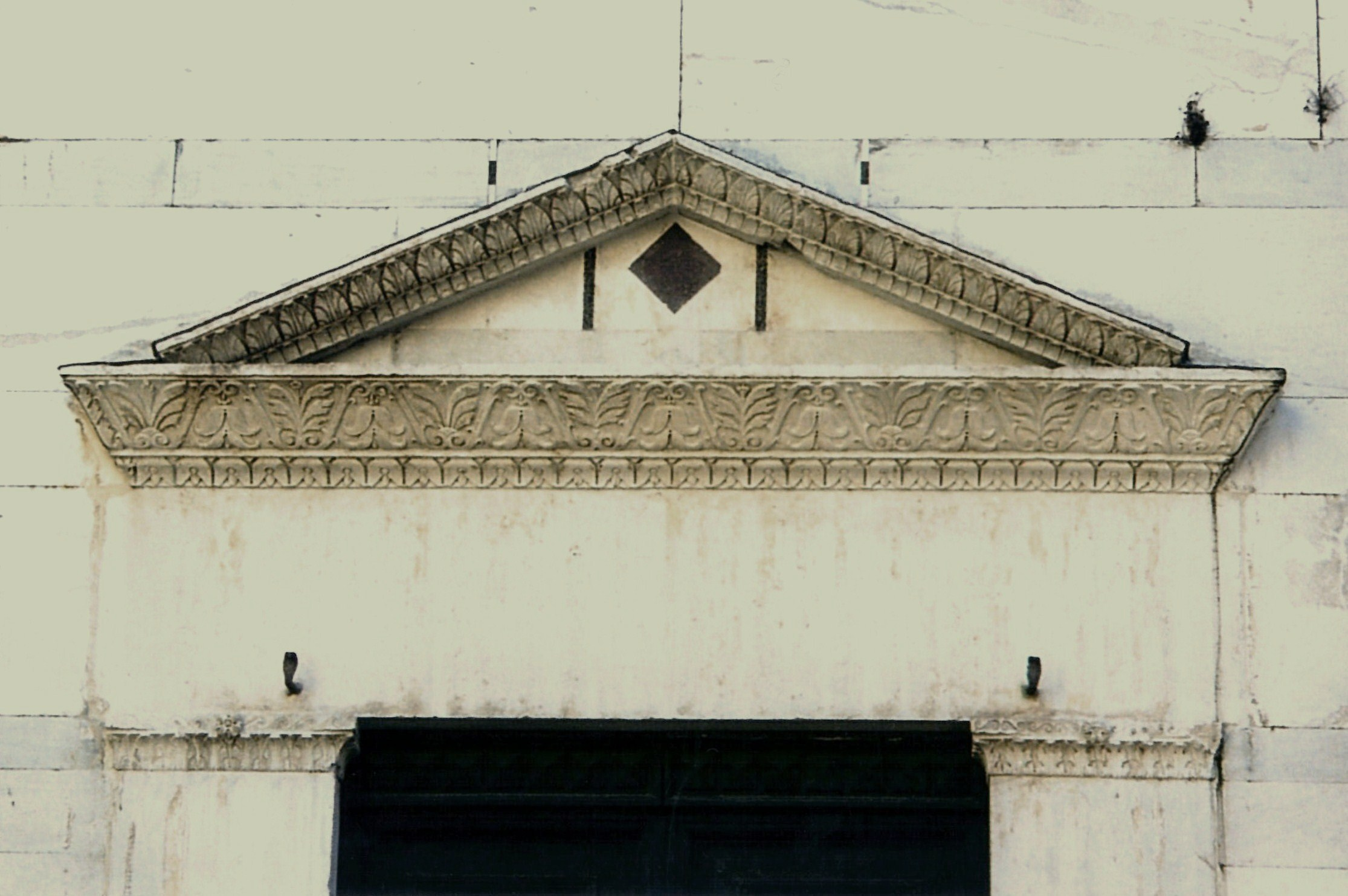

## 建筑
该建筑外部贴满光滑的白色石灰岩。